# شهرستان شابران
شهرستان شابران (به لاتین: Şabran) (نام دیگر دوه‌چی) نام شهرستانی در شمال شرقی جمهوری آذربایجان و در ساحل دریای کاسپین است. دوه‌چی در زبان ترکی آذربایجانی به معنای شتربان است. وسعت این بخش ۱۷۳۹ کیلومتر مربع و جمعیت آن ۴۶۸۰۰ نفر می‌باشد.
شابران یکی از مناطقی است که بومیان آن را گروه زیادی از تات‌ها تشکیل می‌دهند. تات‌های اران از زمان ساسانیان در شبه‌جزیره آب‌شوران و دیگر مناطق اران سکونت دارند و به زبان تاتی سخن می‌گویند. در سرشماری‌های جمهوری آذربایجان تات‌ها را جزو قومیت آریایی به‌شمار می‌آورند.